# HTML-Kit
HTML-Kit è un editor HTML sviluppato per Microsoft Windows da parte di chami.com.
Si tratta di un editor testuale pensato per la modifica, la formattazione, la validazione, l'anteprima e la pubblicazione di pagine web scritte in HTML, XHTML e XML.
La prima versione del software (conosciuta come 292) è totalmente gratuita ed è compatibile con tutte le versioni di Windows a partire da Windows 95 in poi.

## Nuova versione: HTML-Kit Tools
Nel 2006 è iniziato lo sviluppo di una nuova versione, completamente riscritta, e conosciuta inizialmente come "build 300" per evidenziare il passo avanti rispetto alla precedente edizione. Successivamente, tale versione ha preso il nome ufficiale di HTML-Kit Tools ed è disponibile gratuitamente in versione di prova per 7 giorni, mentre per la versione senza limiti di tempo è richiesto il pagamento di una somma pari a 59$.
Lo sviluppo di HTML-Kit Tools è continuo, con nuove versioni che hanno una cadenza circa bimestrale, che introducono via via nuove funzionalità o rivedono l'impostazione di alcune preesistenti.

## Caratteristiche
Tra le principali funzionalità di HTML-Kit si possono citare la colorazione del codice inserito nell'editor e la possibilità di mostrarne direttamente all'interno del programma l'anteprima grafica. Tale anteprima è visualizzabile sia attraverso i vari motori di rendering dei diversi browser (Mozilla Firefox, Internet Explorer), sia utilizzando la presenza di webserver per poter processare correttamente il codice PHP o ASP.
Include inoltre un client FTP in modo da gestire direttamente l'upload dei file modificati sul server, o la loro modifica direttamente in remoto.

### Plugin
Le funzionalità di HTML-Kit possono essere estese anche tramite i numerosi plugin sviluppati da utenti e appassionati; al momento ne sono presenti oltre 400 sul sito ufficiale, in grado di modificare quasi tutti gli aspetti del programma, dallo stile dell'editor a veri e propri tools aggiuntivi per introdurre nuove funzionalità.

### Syntax highlighting
HTML-Kit supporta il syntax highlighting (evidenziazione del codice) per i seguenti linguaggi:
- HTML
- Extensible HyperText Markup Language (XHTML)
- Extensible Markup Language (XML)
- Cascading Style Sheets (CSS)
- XSLT
- Visual Basic (VB)
- Visual Basic Script Edition (VBScript)
- PHP
- Perl
- Python
- RUBY
- C/C++
- C#
- Pascal
- Lisp
- SQL
- Active Server Pages (ASP)
- Java
- JavaScript
- JavaServer Pages (JSP)

## Critiche e valutazioni
HTML-Kit ha ottenuto un punteggio di "5 stelle" da parte di download.com Archiviato il 12 febbraio 2009 in Internet Archive. e di "4 stelle" da parte di php-editors.